# Сыромятникова, Мария Михайловна
Мария Михайловна Сыромятникова (1927 — 24 апреля 2007) — передовик советского сельского хозяйства, звеньевая колхоза имени Крупской Кромского района Орловской области, Герой Социалистического Труда (1966).

## Биография
Родилась в 1927 году в деревне Валетовка, ныне Рыльского района Орловской области в русской крестьянской семье.  
В 14 лет начала свою трудовую деятельность в местном колхозе в полеводческой бригаде. С 1953 года трудилась звеньевой в колхозе имени Крупской Кромского района Орловской области. За ней и звеном из четырёх человек было закреплено 11 гектаров посевной площади южной конопли. По итогам работы в седьмой семилетки её звено демонстрировало лучшие показатели. В 1962 году получено по 7,4 центнера конопли с гектара на 10 гектарах, а в 1964 году - по 9,3 центнера с гектара.  
Указом Президиума Верховного Совета СССР от 30 апреля 1966 года за получение высоких результатов в сельском хозяйстве и рекордные показатели в растениеводстве Марии Михайловне Сыромятниковой было присвоено звание Героя Социалистического Труда с вручением ордена Ленина и медали «Серп и Молот». 
Продолжала и дальше трудиться в сельском хозяйстве.    
Проживала в деревне Малая Драгунская. Умерла 24 апреля 2007 года.

## Награды
За трудовые успехи была удостоена:
- золотая звезда «Серп и Молот» (30.04.1966)
- орден Ленина (30.04.1966)
- другие медали.